# سيسيل إتش. أندروود
سيسيل إتش. أندروود هو مدرس وسياسي أمريكي، ولد في 5 نوفمبر 1922 في Josephs Mills, West Virginia ‏ في الولايات المتحدة، وتوفي في 24 نوفمبر 2008 في تشارلستون في الولايات المتحدة بسبب نزف مخي. نشط حزبياً في الحزب الجمهوري. وقد انتخب حاكم فرجينيا الغربية ‏ (14 يناير 1957 – 16 يناير 1961) وانتخب حاكم فرجينيا الغربية ‏ (13 يناير 1997 – 15 يناير 2001) وانتخب عضو مجلس مندوبي فرجينيا الغربية ‏ (1944 – 14 يناير 1957).